# Prebrzi i prežestoki
Prebrzi i prežestoki (eng. 2 Fast 2 Furious) je američki akcijski film redatelja Johna Singletona iz 2003. godine, nastavak filma iz 2001. Glavne uloge tumače Paul Walker, Tyrese Gibson, Eva Mendes, Cole Hauser, Devon Aoki i Chris "Ludacris" Bridges. To je jedini film iz serijala u kojem ne glumi Vin Diesel, ali se spominje njegov lik Dominic Torreto.
Film je u SAD-u premijerno prikazan 6. lipnja 2003. i u prvom vikendu prikazivanja zaradio je 50.472.480 USD, a do 21. rujna ukupno je zaradio 127.083.765 USD.

## Radnja
Bivši policijski detektiv Brian O'Conner (Paul Walker) napustio je Los Angeles zbog ometanja istrage zbog čega je postao odmetnik od zakona. Odselio se u Miami gdje zarađuje sudjelujući u uličnim utrkama koje organizira njegov prijatelj Tej (Ludacris). Uhićen je u suradnji policije i porezne agentice Monice Fuentes (Eva Mendes), te mu je ponuđena amnestija ako prihvati tajni zadatak infiltriranja u redove narko-bossa Cartera Veronea (Cole Hauser) koji koristi ilegalne automobilske utrke za pranje novca. Brian prihvaća zadatak pod uvjetom da mu dopuste da za partnera uzme svog nekadašnjeg prijatelja Romana Pearcea (Tyrese Gibson).

## Glavne uloge
- Paul Walker - Brian O'Conner; bivši losangeleski policajac koji je postao bjegunac pred zakonom nakon što je pustio Dominica Torreta; sada živi u Miamiju.
- Tyrese Gibson - Roman "Rome" Pearce; Brianov prijatelj iz djetinjstva koji je u kućnom pritvoru nakon što je pušten iz zatvora zbog nedjela za koje još krivi Briana.
- Eva Mendes - Monica Fuentes; carinska agentica koja je na tajnom zadatku kao pomoćnica Cartera Veronea.
- Cole Hauser - Carter Verone; nemilosrdni argentinski narko-boss u čiji se organizaciju infiltriraju Monica, Brian i Roman.
- Ludacris - Tej Parker; bivši ulični vozač i Brianov prijatelj. Organizira ulične utrke na kojima Brian često sudjeluje i pobjeđuje.